# Vratislavská církevní provincie

Vratislavská církevní provincie

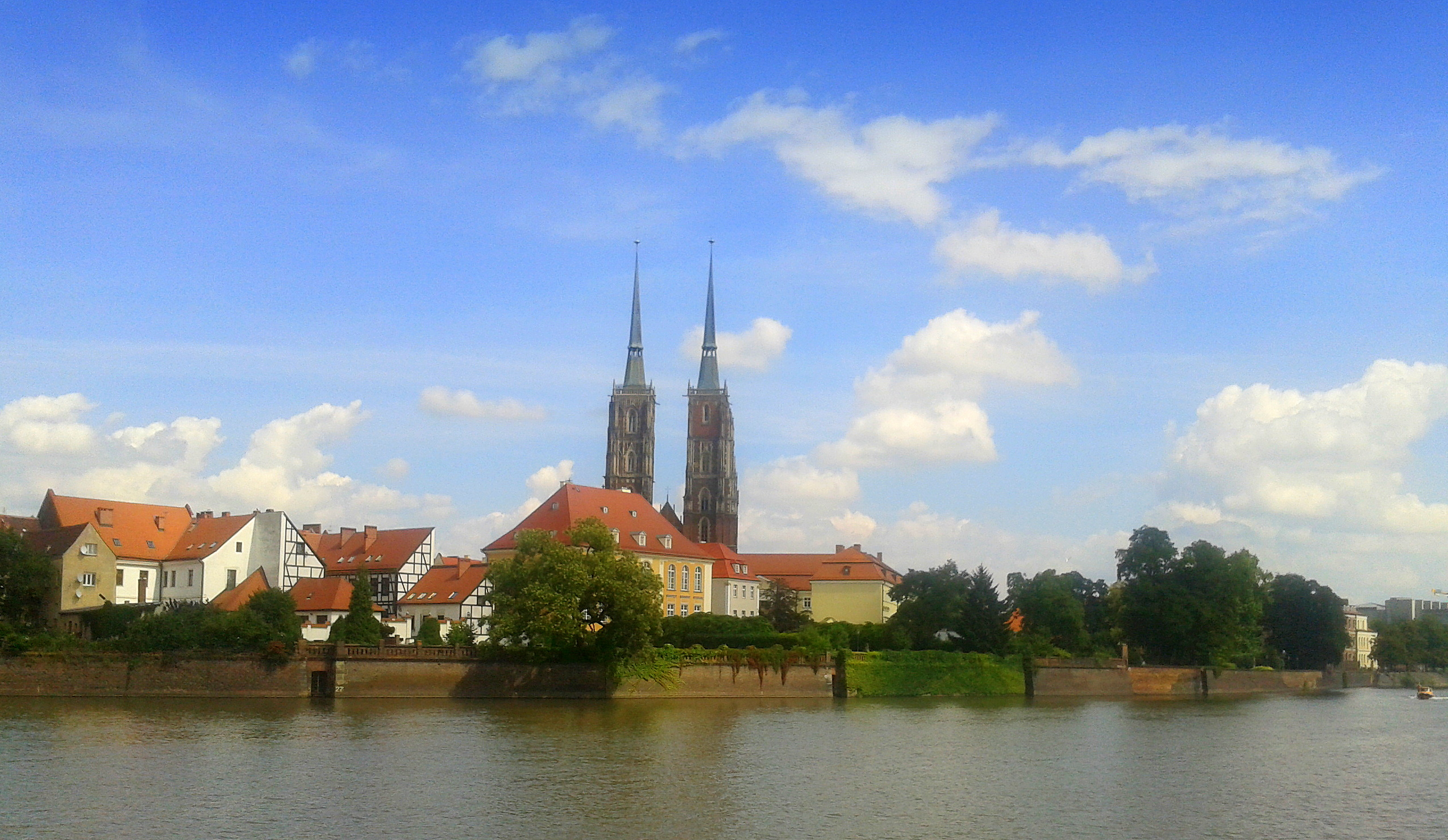
Vratislavská katedrála sv. Jana Křtitele na Tumském ostrově

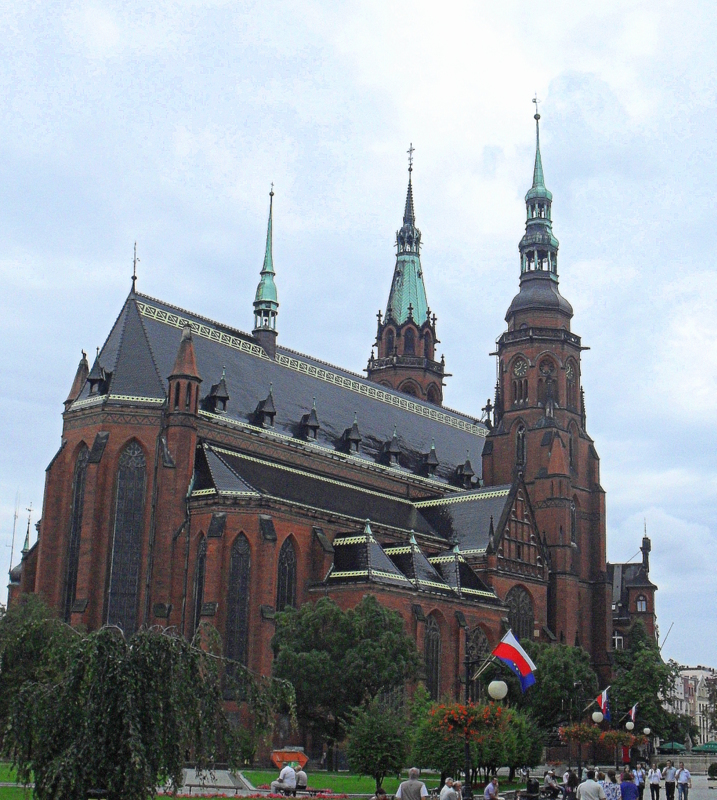
Lehnická katedrála sv. Petra a Pavla

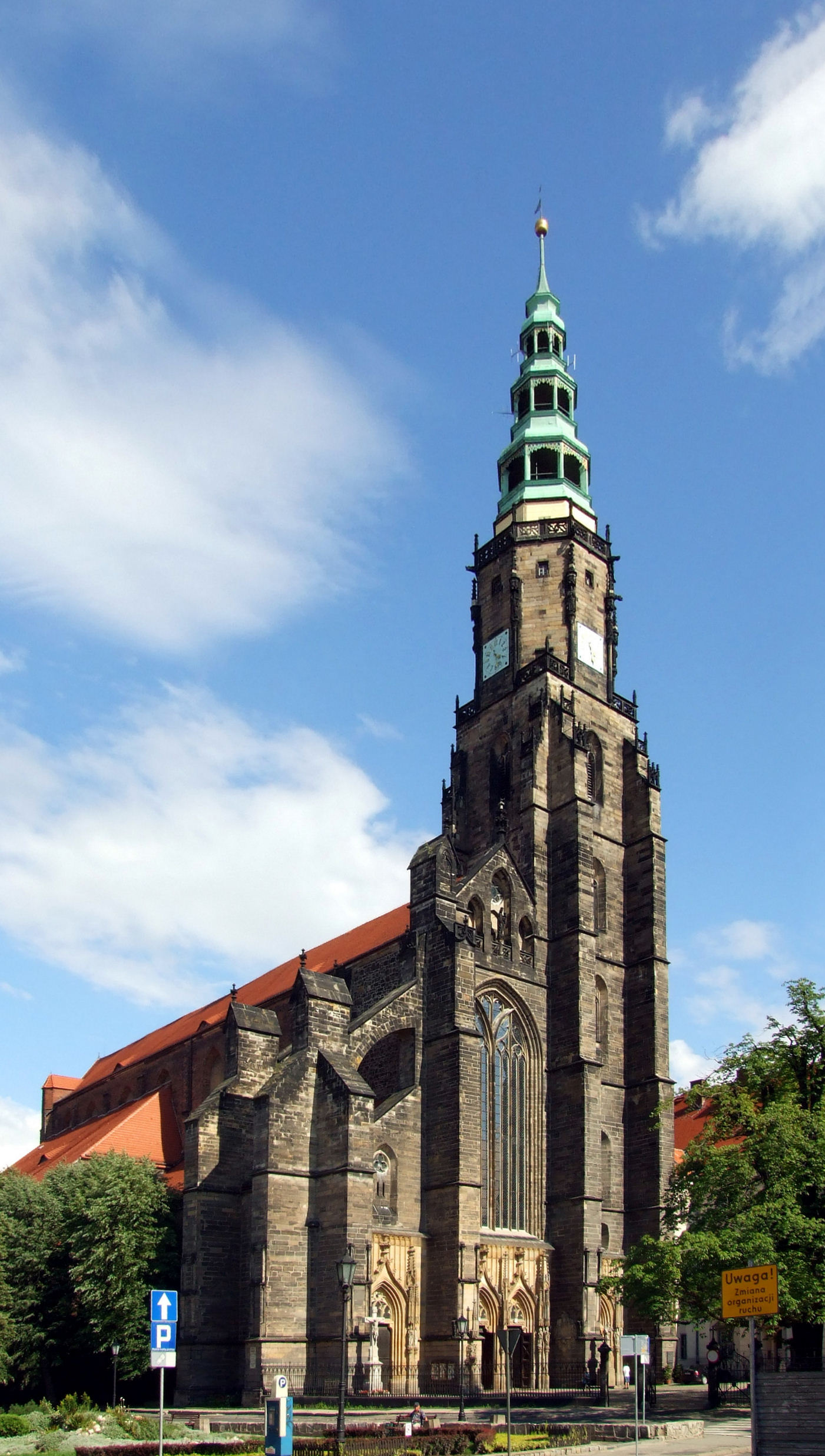
Svídnická katedrála sv. Stanislava a Václava

Vratislavská církevní provincie je jedna z čtrnácti církevních provincií římskokatolické církve na území Polské republiky.
Byla zřízena dne 13. srpna 1930. Její poslední reorganizace byla provedena dne 25. března 1992 papežskou bulou Totus Tuus Poloniae populus.
Území provincie se člení na tyto diecéze:
- Arcidiecéze vratislavská (vznik 1000, do 1821 část Hnězdenské církevní provincie, v letech 1821-1930 podléhala přímo Svatému stolci)
- Diecéze lehnická (vznik 1992)
- Diecéze svídnická (vznik 2004)

V minulosti byly součástí Vratislavské církevní provincie též:
- diecéze varmijská v letech 1930-1972
- diecéze berlínská v letech 1930-1972
- svobodná prelatura pilská v letech 1930-1972
- diecéze opolská v letech 1972-1992
- diecéze gorzowská v letech 1972-1992

V čele Vratislavské církevní provincie stojí arcibiskup-metropolita vratislavský, v současnosti (od roku 2013) je to  Józef Kupny.